# 約翰·羅斯 (1995年)
約翰·羅斯（1995年11月27日—）是美國美式足球運動員。在2017年3月NFL體測營中，約翰·羅斯在40碼衝刺，取得了4.22秒的正式成績，打破了Rondel Menendez在1999年和克里斯·約翰遜（Chris Johnson）在2008年共同保持的4.24秒紀錄。同年5月，美國田徑運動員Christian Coleman以4.12秒打破40碼衝刺的世界紀錄，但約翰·羅斯的4.22秒仍是NFL球員當中的最快紀錄。

## 統計
| 成績    | 風速（公尺/秒） | 日期          | 地點                            |
| ------- | --------------- | ------------- | ------------------------------- |
| 10.66秒 | +1.5            | 2013年5月11日 | 美国加利福尼亞州橘郡米申維耶霍  |
| 10.72秒 | +1.1            | 2013年5月18日 | 美国加利福尼亞州橘郡米申維耶霍  |
| 10.73秒 |                 | 2013年5月1日  | 美国加利福尼亞州洛杉磯郡長灘    |
| 10.78秒 | +1.7            | 2012年5月19日 | 美国加利福尼亞州洛杉磯郡Walnut  |
| 11.00秒 |                 | 2012年5月2日  | 美国加利福尼亞州洛杉磯郡長灘    |
| 11.02秒 | -1.6            | 2013年5月3日  | 美国加利福尼亞州洛杉磯郡長灘    |
| 11.25秒 |                 | 2012年5月4日  | 美国加利福尼亞州洛杉磯郡長灘    |
| 11.33秒 | +0.1            | 2013年4月6日  | 美国加利福尼亞州洛杉磯郡Arcadia |

## 外部連結
- 約翰·羅斯的X（前Twitter）
- 約翰·羅斯的Instagram帳戶
- . NFL中國官方網站. 2017年3月5日  [2019年8月25日]. （原始内容存档于2019年8月25日） （中文（中国大陆））.
- . 彎槓訓練營. 2019年3月5日  [2022年7月12日]. （原始内容存档于2021年5月5日） （中文（臺灣））.